# Wörschhausen
Wörschhausen ist ein Gemeindeteil von Egling im oberbayerischen Landkreis Bad Tölz-Wolfratshausen. Die Einöde liegt circa dreieinhalb Kilometer östlich von Egling an der Ortsverbindungsstraße von Öhnböck nach Arget.

## Geschichte
Wörschhausen wird als Weredieshus zwischen 1048 und 1068 erstmals in den Traditionen des Klosters Tegernsee genannt, als der Edle Adolf Besitz in Wörschhausen an das Kloster überträgt.